# ديفيد أوتي
ديفيد أوتي (بالإنجليزية: David Otti)‏ هو لاعب كرة قدم ومدرب كرة قدم أوغندي في مركز الدفاع، ولد في 1940 في أوغندا، وتوفي في 3 مارس 2011 في كامبالا في أوغندا. شارك مع منتخب أوغندا لكرة القدم. أما مع النوادي، فقد لعب مع Coffee United SC ‏.